# 渡辺甲一
渡辺 甲一（わたなべ こういち、1894年3月2日 - 1968年11月11日）は、日本の陸軍軍人、医師。最終階級は、陸軍軍医中将。

## 来歴・人物
埼玉県比企郡松山町（現東松山市）出身。旧制埼玉県立熊谷中学校、旧制第一高等学校を経て、東京帝国大学医科大学卒業。1930年、医学博士(東京帝国大学)。
1921年、東京陸軍兵器支援診療所主治医となる。1923年、陸軍三等軍医正。1926年、陸軍一等軍医。1945年、陸軍軍医学校長、陸軍省医務局長となる。第二次世界大戦後、復員局医務部長となり戦後処理にあたる。
復員局を退職後、東京都中野区で開業し地域医療に尽くした。